# Šach (Volfířov)
Šach (německy Schach) je vesnice, část obce Volfířov v okrese Jindřichův Hradec v Jihočeském kraji. Leží zhruba 2,5 kilometru severozápadně od Volfířova v západní části Dačické sníženiny. V roce 2011 zde trvale žilo 22 obyvatel.

## Název
Název obce pochází ze středohornoněmeckého schache – tj. les či křovina, a značí osadu ležící při kraji takového porostu. Ladislav Hosák uvažoval, že na vesnici bylo přeneseno osobní jméno Šach, které bylo buď totožné s obecným šach – „šachový král“, nebo to byla domácká zkratka některého jména začínajícího na Ša- (např. Šavel, Šalamún), a název označil za jeden ze vzácných případů pojmenování osady jménem osoby bez jakéhokoli odvození a úpravy (z Moravy lze jmenovat ještě Myslík, Štípu, Moravec a Šišmu).

## Historie

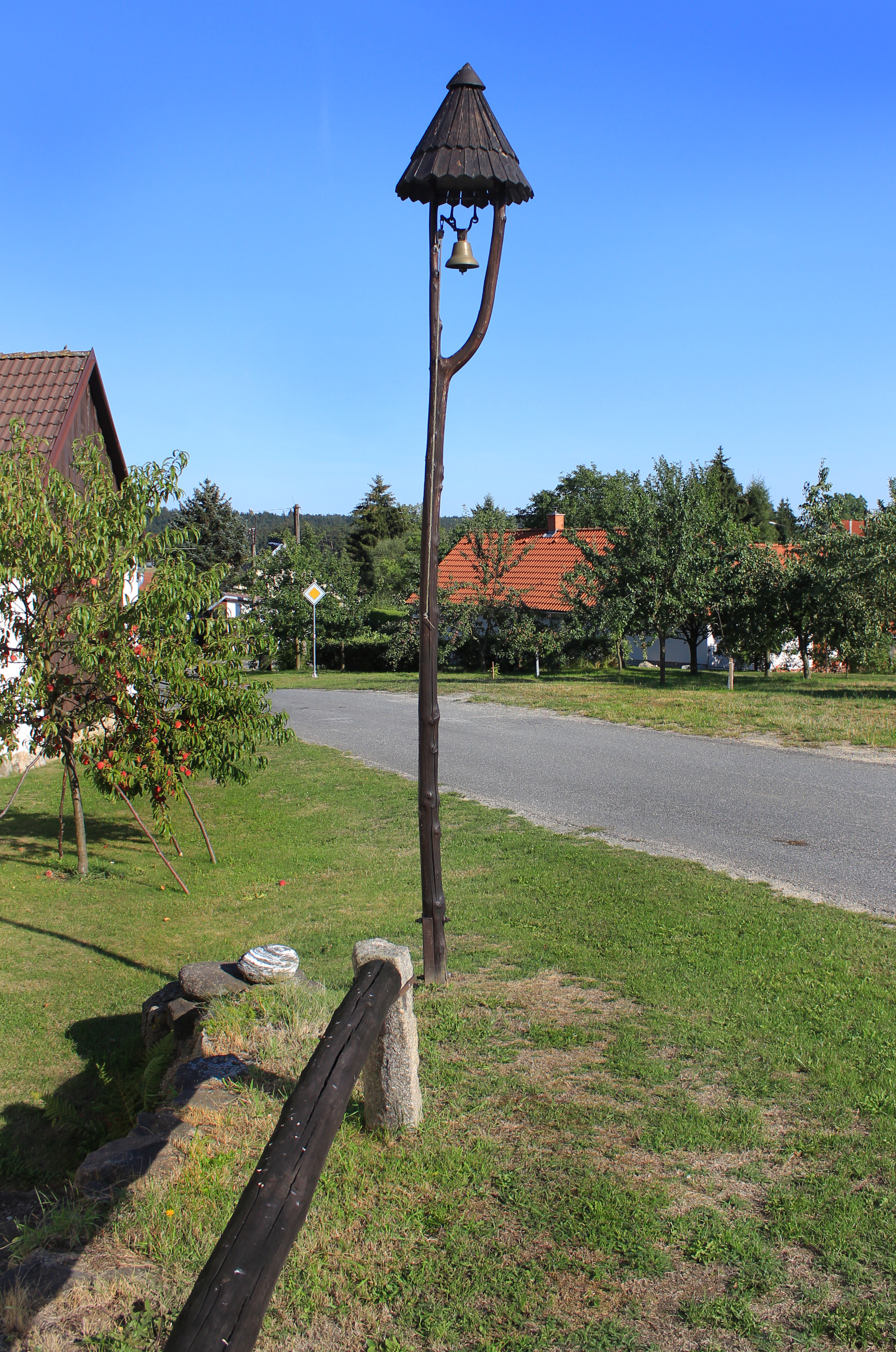
Jednoduchá zvonice

První písemná zmínka o vesnici pochází z roku 1385. Po husitských válkách se ves dostala k telčskému panství, jehož součástí zůstala až do roku 1849. V roce 1843 podle záznamů ve vceňovacím operátu žilo v Šachu 188 obyvatel ve 28 domech a 44 domácnostech. Desátky byly odváděny faře ve Volfířově a na panství Telč. Je zde také uváděn 1 mlynář, což svědčí o existenci mlýna. Elektrifikace se obec dočkala až v roce 1943, když byla připojena na síť ZME Brno.
Na okraji katastru vsi bývala atypická stavba tzv. majestátního kostelíka svatého Ducha, který byl postaven po Rudolfovu majestátu (z roku 1609) místními evangelíky spolu s evangelíky z okolních obcí. Pozemek pro stavbu poskytl sedlák a mlynář Martin Lahodný z hospodářství v čp. 12 v Šachu. Po roce 1620 byl kostelík konfiskován římskokatolickou církví a přejmenován na kostel svaté Trojice. Katolíky byl užíván jen jednou ročně o Svatodušních svátcích. Po vydání tolerančního patentu byla žádost šachovských „bludařů“ o vrácení neudržovaného a rozpadajícího se kostelíka římskokatolickou církví zamítnuta. Nově ustanovený toleranční sbor si proto postavil v roce 1783 novou společnou modlitebnu v sousední Velké Lhotě. Pozůstatky kostelíka svatého Ducha jsou zakryty vegetací a zřetelně je možné identifikovat část západní zdi. Tajní evangelíci z obcí Šach, Radlice, Velká Lhota a Brandlín mají zajímavou historii.

## Obyvatelstvo
| Rok            | 1869 | 1880 | 1890 | 1900 | 1910 | 1921 | 1930 | 1950 | 1961 | 1970 | 1980 | 1991 | 2001 | 2011 | 2021 |
| -------------- | ---- | ---- | ---- | ---- | ---- | ---- | ---- | ---- | ---- | ---- | ---- | ---- | ---- | ---- | ---- |
| Počet obyvatel | 187  | 155  | 159  | 163  | 177  | 166  | 147  | 103  | 84   | 89   | 55   | 38   | 28   | 22   | 19   |
| Počet domů     | 29   | 29   | 28   | 29   | 30   | 28   | 28   | 26   | 24   | 24   | 22   | 22   | 26   | 27   | 27   |

## Obecní správa
Při sčítání lidu v letech 1850–1959 Šach byl samostatnou obcí v okrese Dačice. Od roku 1960 je částí obce Volfířov v okrese Jindřichův Hradec.

## Škola
Ve vesnici byla zřízena školní expozitura v letech 1903–1908. Přiškolena byla do Velké Lhoty. V současné době žáci chodí do školy v Dačicích, na první stupeň pak do Velké Lhoty.

## Další fotografie

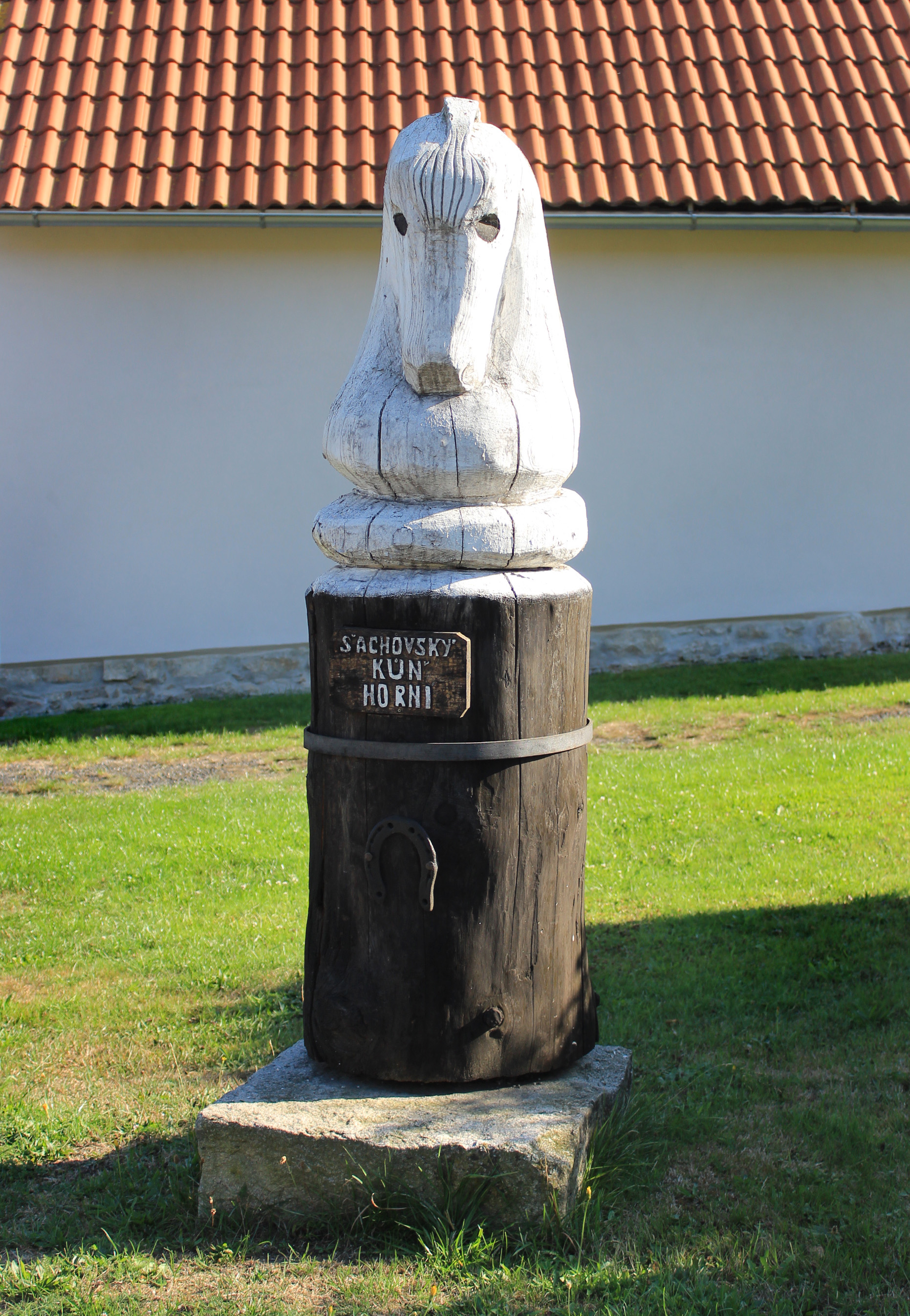
Jedna z šachových skulptur ve vsi
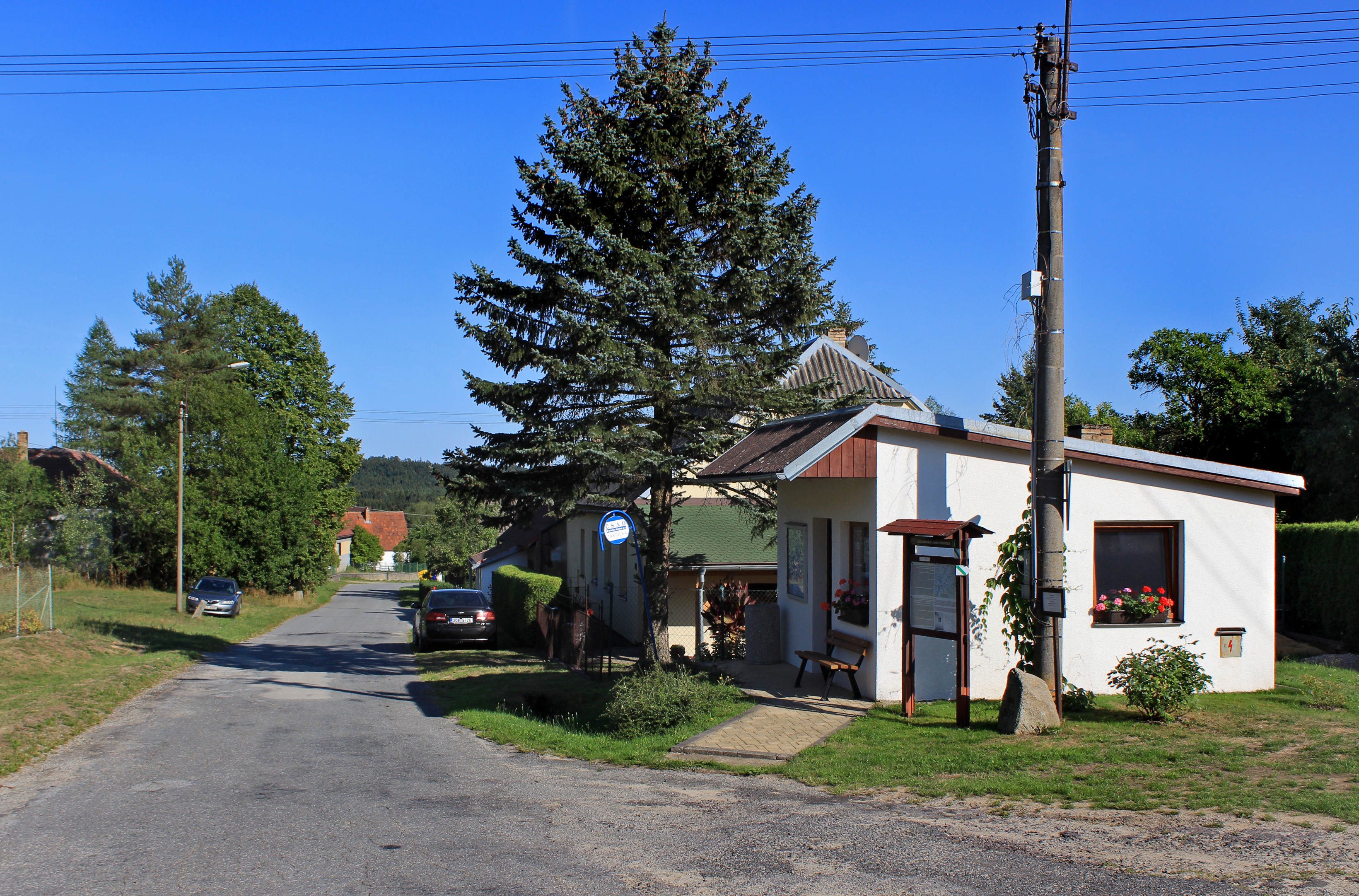
Autobusová zastávka ve vsi
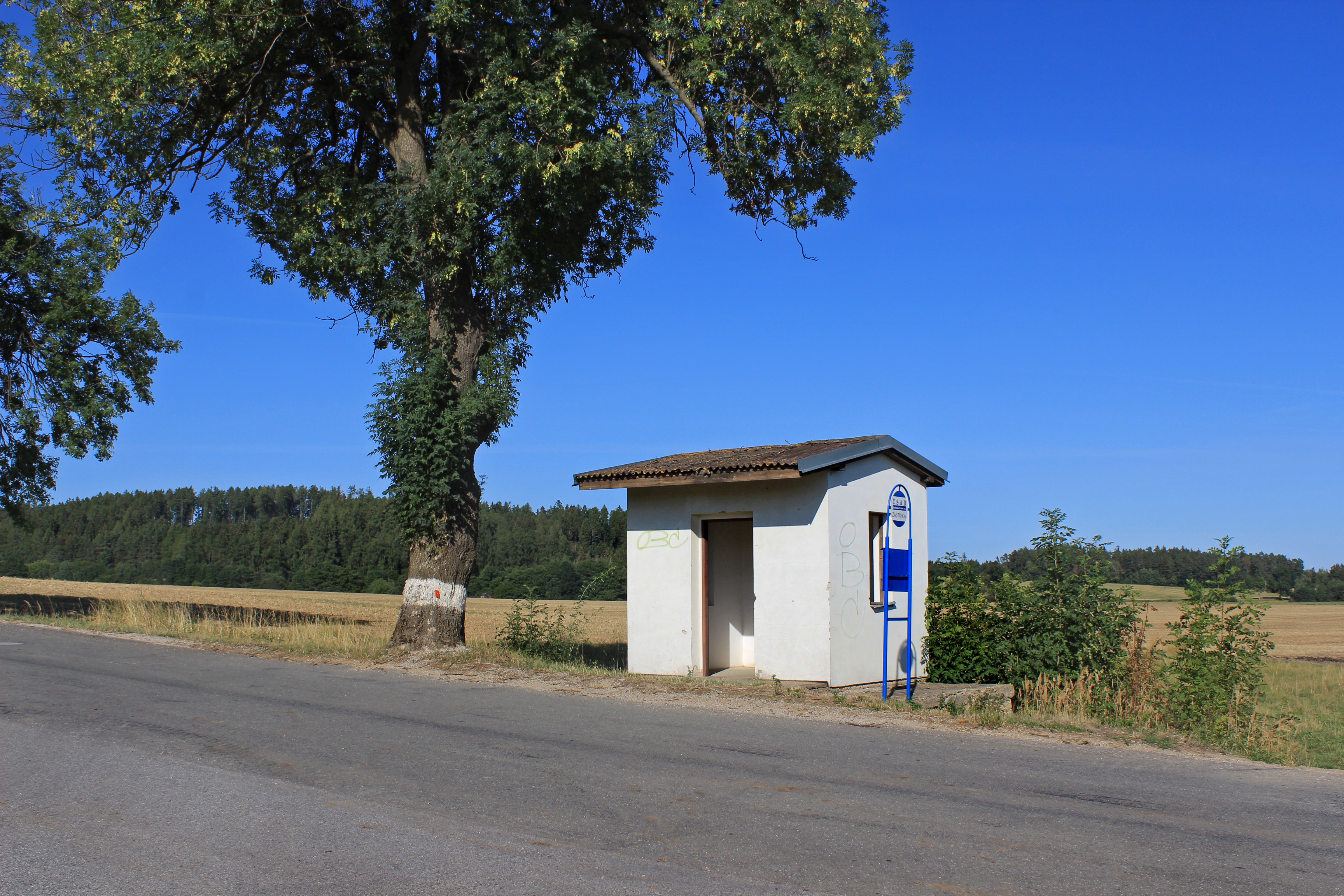
Autobusová zastávka za vsí
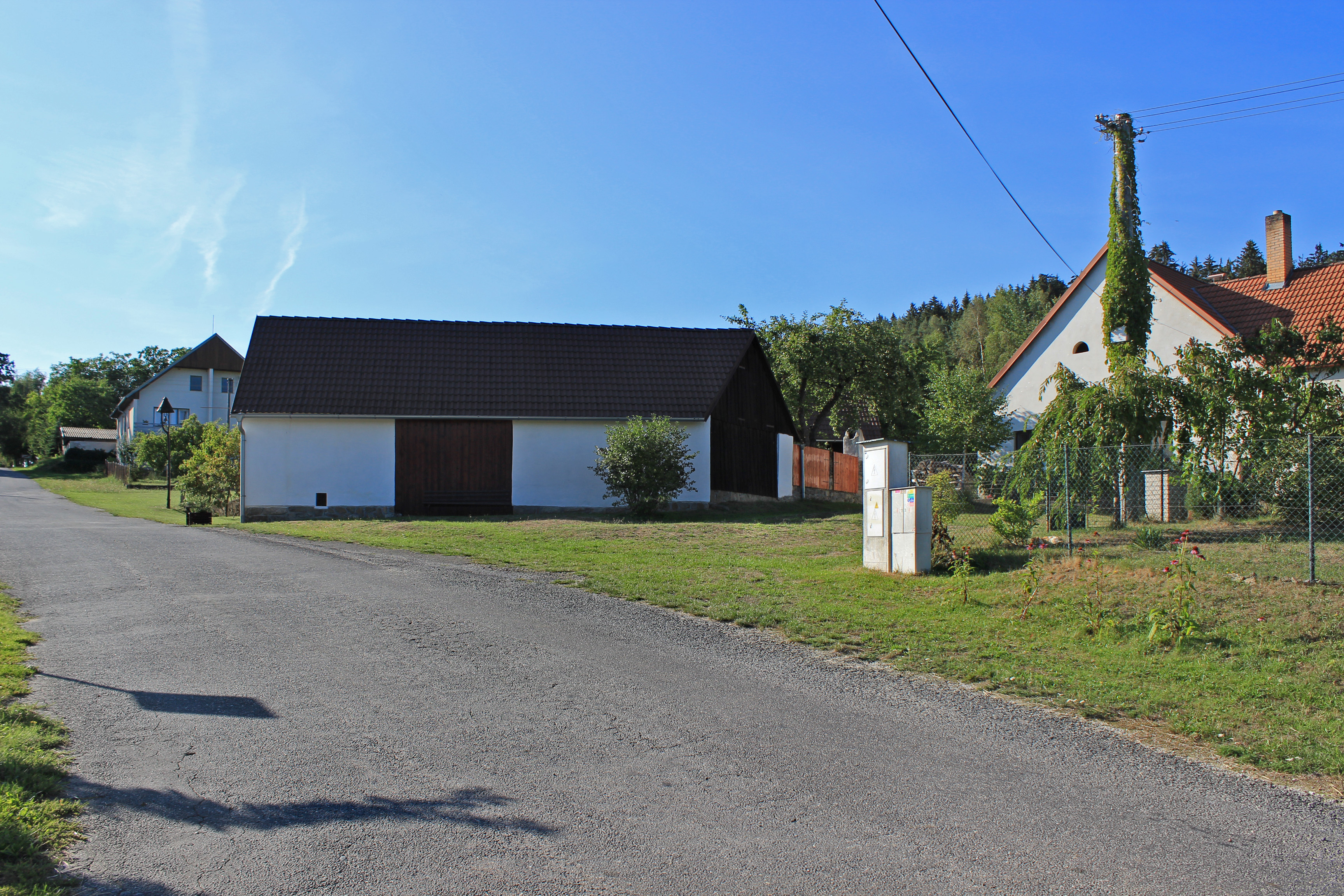
Silnice k Radlicím